# Димитър Фудулов
Димитър Николов Фудулов (27 май 1919 – 17 май 1972) е български учен, агроном, специалист по граха и фуражното производство.

## Биография

### Произход и образование
Димитър Фудулов е роден на 27 май 1919 г. в село Караджалар, тогава в Румъния. Произхожда от многодетно селско семейство. Основното си образование завършва в румънско училище в родното си село, а прогимназиалното в българска прогимназия в Балчик. Гимназиалното си образование започва в Добрич, а след затваряне на българската гимназия, минава границата и продължава учението си в Провадия, където завършва средното си образование през 1940 г. Висшето си образование по земеделие завършва през 1946 г. в Агрономо-лесовъдния факултет на Софийския университет.

### Научна кариера
От 1946 до 1950 г. работи последователно като стажант в Допълнително земеделско училище в с. Градинарово, Варненско, учител в Практическото земеделско училище в Генерал Тошево, агроном и началник служба земеделие към Околийски народен съвет в Ген. Тошево.
От май 1950 г. работи като ръководител на опитното поле към Земеделския научноизследователски институт в гр. Толбухин. Като ръководител на опитно поле, едновременно с производствената дейност, от 1952 г. Фудулов започва и научноизследователска работа по въпроси от агротехниката и селекцията на граха. През 1954 г. е преназначен за научен сътрудник, а през 1958 г. преминава изцяло на научноизследователска работа в сектора по фуражно производство.
През 1963 г. е избран за старши научен сътрудник ІІ ст. и изпълнява длъжността началник на секция агротехника. През 1968 г. защитава успешно дисертация на тема „Проучвания върху някои биологични особености и агротехнически изисквания на граха за зърно в Добруджа“ за присвояване на научна степен „Кандидат на селскостопанските науки“.
Фудулов е специалист по фуражното производство и взема активно участие в работни комисии към окръзите, Министерство на земеделието и хранителната промишленост и в Академията на селскостопанските науки при разработване на проблемни въпроси от фуражното производство. Изнася доклади и лекции на съвещания и курсове от окръжен и национален мащаб. Член е на Научния съвет на Института по фуражите в Плевен.
Фудулов работи 22 години в Добруджа, от които 5 години преподавателска, обществено-агрономическа и производствена и 17 години научноизследователска дейност.

### Семеен живот
През 1946 г. Фудулов сключва брак с Петранка Петкова Драгнева (1923-1995), с която има две деца – Наталия (1948-2015) и Пламен (р. 1953).

## Отличия
През 1969 г. Фудулов е удостоен с „Народен орден на труда“ – златен, по случай 50-годишнината от рождението му и за неговата научноизследователска дейност.

## Трудове и публикации
Резултат на научноизследователска и популяризаторска дейност на Фудулов са 26 научни работи, от които 3 монографии. Освен това той е написал и публикувал 19 научнопопулярни статии, 5 брошури и над 65 популярни статии във вестници. Дългогодишен сътрудник е на вестник „Добруджанска трибуна“, Добрич. Първата му статия е публикувана през 1944 г. когато е студент последна година.

### Монографии
- (с колектив). Зърнени бобови култури. София, Земиздат, 1961
- (и Й. Стоянова). Едногодишни бобови фуражни култури. Варна, ДИ, 1963, 149 с.
- Грах – полски и фуражен. Варна, ДИ, 1964, 133 с.